# Aka-kabe
Aka-kabe (von japanisch 赤壁 ‚Rote Wand‘) ist ein nach Westen und Norden ausgerichtetes Felsenkliff im ostantarktischen Königin-Maud-Land. Es ragt am Mount Derom im Königin-Fabiola-Gebirge auf.
Japanische Wissenschaftler nahmen 1960 seine Vermessung sowie die deskriptive Benennung vor.